# 木蘇国造
木蘇国造（きそのくにのみやつこ、きそこくぞう）は、偽書である『先代旧事本紀大成経』のみに名前が見える架空の国造である。
大成経や、大成経に影響を受けた書物以外に木蘇国造の存在を記したものは存在しない。

## 概要
『先代旧事本紀大成経』国造本紀に木蘇国造との記載があり、大成経に影響を受けた書物以外の資料には木蘇国造は見られない。

## 偽系図・「異本阿蘇系図」
昭和31年（1956年）、田中卓は阿蘇氏の系図を求めて宮地の阿蘇家を訪ねた。阿蘇氏から提供されたのは「中田憲信所贈」と記された「異本阿蘇系図」というものであった。田中はこれを江戸中期以降に成立したものと考えたが、実際は明治期に中田憲信によって作成されたものであった。その系図の内容は、「武五百建命（健磐龍命）を祖として、一方は科野国造から諏訪大社の大祝家と繋がり、一方は阿蘇国造速瓶玉命を祖として阿蘇大宮司家に繋がるものであるが、その間には「評督」から「郡擬大領」と評から郡に行政区分が移ったこと、「宇治」という姓を与えられたこと、「阿蘇宮司」に任ぜられていることなど、古代律令制の中の阿蘇氏の地位や阿蘇宮司の始まり、なぜ中世に大宮司家が「宇治」を称するかなどの回答が全て盛り込まれていた。
元来、阿蘇氏の系図は、『続群書類従』に収録されていた。これは、鎌倉時代における伝説上の祖・惟人から阿蘇惟光、阿蘇惟善まで、惟善の子・阿蘇友貞の時代までに伝わっていた所伝を記録していた「阿蘇継図」に、神武天皇から惟人までの神系図を加えた系図が友貞の子・阿蘇友隆の時代までに成立し、貞享年間に丸山可澄が書写したものである。
しかし、『続群書類従』収録の阿蘇氏系図が成立するまでに、異本系図はとくに知られない。異本系図のように詳細な系図があれば、阿蘇氏の系図が作成される際に採用されないはずがなく、中世阿蘇文書の中にも異本系図を匂わせるような記述は見られない。この異本系の中には「中田憲信贈」・「中田憲信編」という注記が見られることが注目されるが、それは、この現存の異本系図が外部から提供されたものであったことを表す。
昭和58年（1983年）には、飯田瑞穂が「古いところで、国造→郡督→大領という肩書きの変遷を示す例がいくつか目にとまった」と述べ、「系図作成の専門家はいつの世にもあり、このやうな背景があったと考へることはさほど見当違ひではあるまい。鈴木真年など、国学者で、その世界に名を売った者もある。国造→郡督→大領という変遷は、それらの人々の知識・理解の反映であった可能性があろう」と暗に異本系図が偽系図であることを指摘するという見方がある。
また、平成8年（1996年）には、村崎真智子が異本阿蘇系図の信憑性を否定した。村崎は異本系の阿蘇系図の分類、系統によって、異本系に阿蘇系図の原点は明治初期の中田憲信本に始まることを明らかにして、また一部に類似する部分を持つ異本阿蘇系図と諏訪の「神氏系図」の関連所論について紹介している。この神氏系図とされるものは、明治17年（1884年）に諏訪大社上社の旧大祝家で見出されたというもので、『修補諏訪氏系図』の補記、武居幸重の「阿蘇氏系図一件」、宮地直一の『諏訪史』などから、村崎は諏訪大社宮司の飯田武郷が文案を作り、中田憲信が系図としたと結論づけざるを得ないとした。すなわち、異本阿蘇系図の中の阿蘇国造家・科野国造家の系図には後世の偽作があり、これに飯田と中田が関わっていたとする。
　飯田と中田、それに中田と鈴木真年は、『和学総覧』を勘案すれば、国学者である平田銕胤の門下生であった。彼ら国学者にとって、郡評の歴史や関係は『新編常陸国誌』など周知の知識であった。飯田、中田、鈴木は、偽作した系図を疑う者が現れることを警戒した。そのため、偽作した系図に「国造→郡督→大領という肩書きの変遷を示す例」を注記することで、系図の信憑性が高まると考えた。実際に、異本阿蘇系図を発見した田中は、慎重に系図を検討して、さらに江戸時代末期の国学者が「評」に関する知識を持っていたことをも知りながら、「全く偽作できないわけではないが、そこまで疑う必要もなかろう」と異本系図の内容を楽観的に判断した。
八代市立博物館長や熊本県文化財保護審議会会長を務めた阿蘇品保夫は、中田が利用した阿蘇氏という存在の「歴史的評価の大きさ」を強調し、阿蘇氏の系図の中で信用できるのは阿蘇惟宣以降であり、「中田らが偽作した系図程度で阿蘇氏の尊貴性は保障されるものではない」とした。
間枝遼太郎は、『阿蘇氏略系図』に記された阿蘇氏と科野国造氏が同族であるという説や、「評督」といった役職の時代的整合性は先人たちの歴史学的検討によって既に否定されたとし、その上で『阿蘇氏略系図』が古代の歴史的事実を明らかにする力は持たない系図であると証明した。